# Graitery
Graitery är ett berg i Schweiz.   Det ligger i distriktet Jura bernois och kantonen Bern, i den centrala delen av landet, 30 km norr om huvudstaden Bern. Toppen på Graitery är 1 280 meter över havet, eller 486 meter över den omgivande terrängen. Bredden vid basen är 4,3 km.
Terrängen runt Graitery är kuperad åt nordväst, men åt sydost är den bergig. Runt Graitery är det ganska tätbefolkat, med 185 invånare per kvadratkilometer.. Närmaste större samhälle är Biel, 16,9 km sydväst om Graitery. 
I omgivningarna runt Graitery växer i huvudsak blandskog.